# Hatitia perrieri
Hatitia perrieri là một loài nhện trong họ Anyphaenidae.
Loài này thuộc chi Hatitia. Hatitia perrieri được Lucien Berland miêu tả năm 1913.